# Pervomaïskaïa (métro de Moscou)
Pour les articles homonymes, voir Pervomaïsk.
Pervomaïskaïa (en russe : Первома́йская et en anglais : Pervomayskaya), est une station de la ligne Arbatsko-Pokrovskaïa (ligne 3 bleue) du métro de Moscou. Elle est située sur le territoire du raïon Izmaïlovo dans le district administratif est de Moscou.
Elle est mise en service en 1961 et prend alors le nom de l'ancienne station terminus située dans le dépôt.

## Situation sur le réseau
Établie en souterrain, à 7 mètres sous le niveau du sol, la station Pervomaïskaïa est située au point 0138+32,5 de la ligne Arbatsko-Pokrovskaïa (ligne 3 bleue), entre les stations Chtchiolkovskaïa (en direction de Chtchiolkovskaïa), et Izmaïlovskaïa (en direction de Piatnitskoïe chosse).

## Histoire
La station Pervomaïskaïa est mise en service le 21 octobre 1961, lors de l'ouverture à l'exploitation du prolongement de Partizanskaïa à Pervomaïskaïa. Elle prend le nom de l'ancienne station terminus située en surface dans le dépôt, qui est fermée ce même jour.